# Hyperdub
Hyperdub é um selo de música eletrônica de Londres, fundado e dirigido por Steve Goodman, que até agora tem-se especializado em lançar Dubstep e variantes deste gênero.
Artistas que lançaram material pela Hyperdub incluem: Kode9 (co-proprietário do selo, frequentemente colabora com MC The Spaceape), Burial, cujo álbum de estréia foi nomeado álbum do ano de 2006 pela revista The Wire, e quinto melhor pela revista Mixmag.
O jornalista Martin Clark, do Pitchfork Media, elegeu o Hyperdub o selo de dubstep do ano em 2007.